# إرنست دينتون
إرنست دينتون (بالإنجليزية: Ernest Denton)‏ هو لاعب كرة قدم أسترالية أسترالي، ولد في 21 أبريل 1881 في Prahran ‏ في أستراليا، وتوفي في 26 أبريل 1962 في Camberwell, Victoria ‏ في أستراليا.

## وصلات خارجية
- إرنست دينتون على موقع AustralianFootball.com (الإنجليزية)
- إرنست دينتون على موقع AFLtables.com (الإنجليزية)